# Ctenosaura palearis
Ctenosaura palearis är en ödleart som beskrevs av  Leonhard Hess Stejneger 1899. Ctenosaura palearis ingår i släktet Ctenosaura och familjen leguaner. IUCN kategoriserar arten globalt som starkt hotad. Inga underarter finns listade i Catalogue of Life.
Arten förekommer i avrinningsområdet av Río Motagua i Guatemala i regioner mellan 200 och 900 meter över havet. Ctenosaura palearis vistas i torra tropiska skogar och buskskogar med många stora kaktusar.